# DeepSeek
DeepSeek (tiếng Trung: 深度求索; bính âm: Shēndù Qiúsuǒ) là công ty trí tuệ nhân tạo của Trung Quốc, chuyên phát triển các mô hình ngôn ngữ lớn, nguồn mở (LLM), có trụ sở tại Hàng Châu, Chiết Giang. Công ty được thành lập năm 2023 và thuộc sở hữu của quỹ đầu tư High-Flyer do Lương Văn Phong sáng lập.
DeepSeek thực hiện các tác vụ tương tự như ChatGPT nhưng chi phí thấp hơn và sử dụng ít tài nguyên hơn. Mô hình AI được DeepSeek nghiên cứu trong hoàn cảnh Hoa Kỳ áp đặt lệnh trừng phạt Trung Quốc đối với chip Nvidia, nhằm hạn chế tiềm năng phát triển AI của nước này. Ngày 10 tháng 1 năm 2025, công ty phát hành ứng dụng chatbot đầu tiên, đến ngày 27 cùng tháng, app đã vượt qua ChatGPT để trở thành ứng dụng miễn phí được tải về nhiều nhất trên App Store Mỹ, khiến giá cổ phiếu của Nvidia giảm 18%.
DeepSeek thiết kế chatbot AI tạo sinh ở dạng nguồn mở, nghĩa là mã nguồn cho phép xem, sử dụng và tuỳ biến, bao gồm cả quyền truy cập mã nguồn và các tài liệu thiết kế công cụ. Công ty tuyển kỹ sư AI trẻ từ các trường đại học hàng đầu Trung Quốc, cũng như nhân lực ở các ngành khác nhằm đa dạng hóa kiến thức AI.